# Balta Teiva Vișina
Balta Teiva Vișina este o arie protejată de interes național ce corespunde categoriei a IV-a IUCN (rezervație naturală de tip acvatic) situată în județul Iași, pe teritoriul administrativ al comunei Popricani.

## Localizare
Aria naturală se află în Podișul Moldovei, în partea central-estică a județului Iași și cea nordică a satului Cotu Morii, lângă drumul național DN24.

## Descriere
Rezervația naturală cu o suprafață de 6,90 hectare a fost declarată arie protejată prin Legea Nr.5 din 6 martie 2000 (privind aprobarea Planului de amenajare a teritoriului național - Secțiunea a III-a -zone protejate) și reprezintă o zonă umedă (luciu de apă) cu scop de protecție pentru mai multe specii a ihtiofaunei din România. Printre elementele protejate se află o specie de pește de apă dulce din familia Cyprinidae, cunoscută sub denumirea de lin (Tinca tinca).